# Henri du Pujet
Henri du Pujet, ou de Puget, né en  1655 à Toulouse et mort le 27 janvier 1728 à Digne, est un prélat français du XVIIIe siècle.

## Biographie
Henri du Puget nait à Toulouse. Il est le fils de François, seigneur de Saint-André, président au Parlement de Toulouse et de Françoise de Plass.
Il commence ses études à Toulouse où il obtient sa maîtrise ès arts en 1673. Il les poursuit à Paris et reçoit de nouveau sa maîtrise ès arts en 1678 puis en 1684 sa licence en théologie.
Il n'a pas de doctorat car il devient chanoine de la cathédrale de Lombez et prieur de Saint-Loup au diocèse de Viviers et il est pourvu en 1694 comme abbé commendataire de Simorre, au diocèse d'Auch. Pendant huit années, il est vicaire général du diocèse de Viviers. En 1702 il est transféré avec la même fonction auprès de l'archevêque d'Auch mais en 1708 il est nommé à l'évêché de Digne. Contrairement à son prédécesseur, du Pujet ne fait que de courtes absences de son diocèse. Devenu infirme il ne peut participer au « Concile d'Embrun » en 1727 et s'y fait représenter par son vicaire général qui est son neveu.

### Source
- La France pontificale (Gallia Christiana), Paris, s.d.